# محوطه اسدآباد ۱
محوطه اسدآباد ۱ مربوط به دوران پیش از تاریخ ایران باستان - دوره اشکانیان - دوره ایلخانی است و در شهرستان فارسان، بخش مرکزی، دهستان میزدج سفلی، ۳/۶ کیلومتری جنوب شرق روستای گوشه واقع شده. در این محوطه که در حدود۱۰ سال پیش مردم اندکی در آنجا زندگی می‌کردند و آنجا را روستای اسعد آباد می‌نامیدند علت نام گذاری این محوطه به اسعد آباد به گفته‌های مردم یعنی اینجا را سردار اسعد بختیاری آباد کرده است. امروز تمام محوطه را زمینهای کشاورزی و باغات تشکیل داده‌اند و خبری از مدرسه ابتدایی چند سال پیش و عبور ومرور اهالی روستا نیست چون تمام اهالی به روستای گوشه و شهر هفشجان کوچ کردند این اثر در تاریخ ۲۷ اسفند ۱۳۸۷ با شمارهٔ ثبت ۲۶۵۷۲ به‌عنوان یکی از آثار ملی ایران به ثبت رسیده است.